# Lahoussoye
Lahoussoye – miejscowość i gmina we Francji, w regionie Hauts-de-France, w departamencie Somma.
Według danych na rok 1990 gminę zamieszkiwało 300 osób, a gęstość zaludnienia wynosiła 73 osoby/km² (wśród 2293 gmin Pikardii Lahoussoye plasuje się na 700. miejscu pod względem liczby ludności, natomiast pod względem powierzchni na miejscu 958.).